# Jon Mathieu

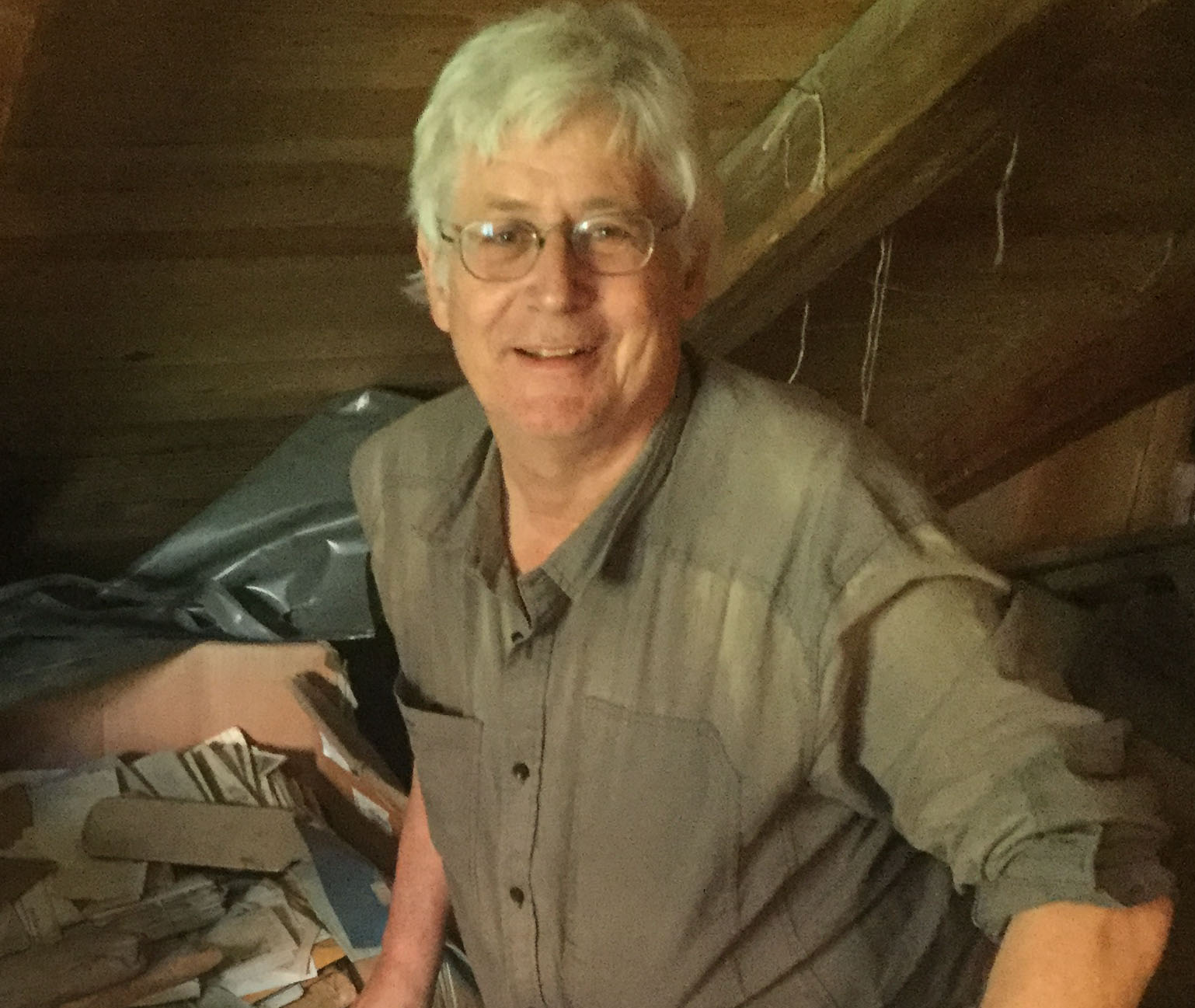
Jon Mathieu (2022)

Jon Mathieu – szwajcarski historyk, profesor. Wykładowca na Uniwersytecie w Lucernie. Studiował historię i antropologię na Uniwersytecie w Bernie, gdzie obronił doktorat. Jako naukowiec pracował w Szwajcarii, Austrii i Ameryce Południowej. Założyciel czasopisma "Histoire des Alpes".

## Publikacje
- Die Alpen. Raum – Kultur – Geschichte. Reclam, Ditzingen 2015, ISBN 978-3-15-011029-4.
- Die Dritte Dimension. Eine vergleichende Geschichte der Berge in der Neuzeit. Basel 2011. 
  - angielskie tłumaczenie: The Third Dimension. A Comparative History of the Modern Era. Cambridge 2011.
- Geschichte der Alpen 1500–1900. Umwelt, Entwicklung, Gesellschaft. Böhlau, Wien 1998. 
  - angielskie tłumaczenie: History of the Alps 1500–1900. Environment, Devolpment, and Society. West Virginia University Press, Morgantown 2009.
  - włoskie tłumaczenie: Storia delle Alpi 1500–1900. Ambiente, sviluppo e società. Casagrande, Bellinzona 2000.
- Eine Agrargeschichte der inneren Alpen. Graubünden, Tessin, Wallis 1500–1800. Zürich 1992.
- Bauern und Bären. Eine Geschichte des Unterengadins von 1650 bis 1800. Chur 1987.